# COM (Magazin)
COM war ein japanisches Manga-Magazin, das von 1967 bis 1973 erschien. COM steht für Comics, Companion, Communication.
Das alternative Magazin Garo wurde 1964 gegründet und ging mit surrealistischen Veröffentlichungen von Künstlern wie Yoshiharu Tsuge einen neuen Weg im Manga-Markt. Weil Garo damit sehr erfolgreich war, gründete der Manga-Pionier Osamu Tezuka (unter anderem Astro Boy) mit COM gewissermaßen ein Gegenstück zu Garo. Das Magazin wurde bei Tezukas Produktionsfirma Mushi Productions verlegt und machte vor allem durch neue, unbekannte Zeichentalente auf sich aufmerksam. So arbeiteten unter anderem Moto Hagio, Daijirō Mohoroshi und Mitsuru Adachi für das Magazin. Auch Osamu Tezuka selbst zeichnete einige, meist experimentelle, Manga für das Magazin; ein Großteil seines Phoenix wurde in COM veröffentlicht. Weitere wichtige Mitarbeiter waren Fujio Akatsuka, Fujiko Fujio, Shōtarō Ishinomori (unter anderem einige Kapitel seiner Erfolgsserie Cyborg 009 erschienen in COM), Hideko Mizuno, Shinji Nagashima, Hisashi Sakaguchi, Keiko Takemiya und Jirō Tsunoda.
COM wurde 1971 eingestellt. 1973 startete man einen erneuten Versuch, jedoch scheiterte auch dieser bereits nach einer Ausgabe, da Mushi Productions in Konkurs ging. Einige Mitarbeiter des Magazins wie Murasaki Yamada wechselten daraufhin zu Garo.
Als Schwestermagazin des COM galt Tezukas Magazin Funny, das erste Manga-Magazin für Frauen (Josei).